# Pseudoboa nigra
Pseudoboa nigra, popularmente conhecida como cobra-preta ou muçurana, é uma espécie de serpente pertencente a família Colubridae, constituída por serpentes consideradas como não peçonhentas. É distribuída pelo centro da América do sul nas regiões do Cerrado e da Caatinga, pode ser encontrada na Bolívia, Paraguai e Brasil (sendo ela, não endêmica do Brasil).
Esta espécie é dócil e tem como defesa a sua coloração juntamente a seus hábitos noturnos, sua fuga é lenta e quando manuseada esconde a cabeça embaixo do corpo. Possui uma grande importância na cadeia alimentar, pois controla a quantidade de pragas (roedores). Devido a alguns tipos de aniquilamento a Pseudoboa nigra está quase ameaçada de extinção.

## Descrição

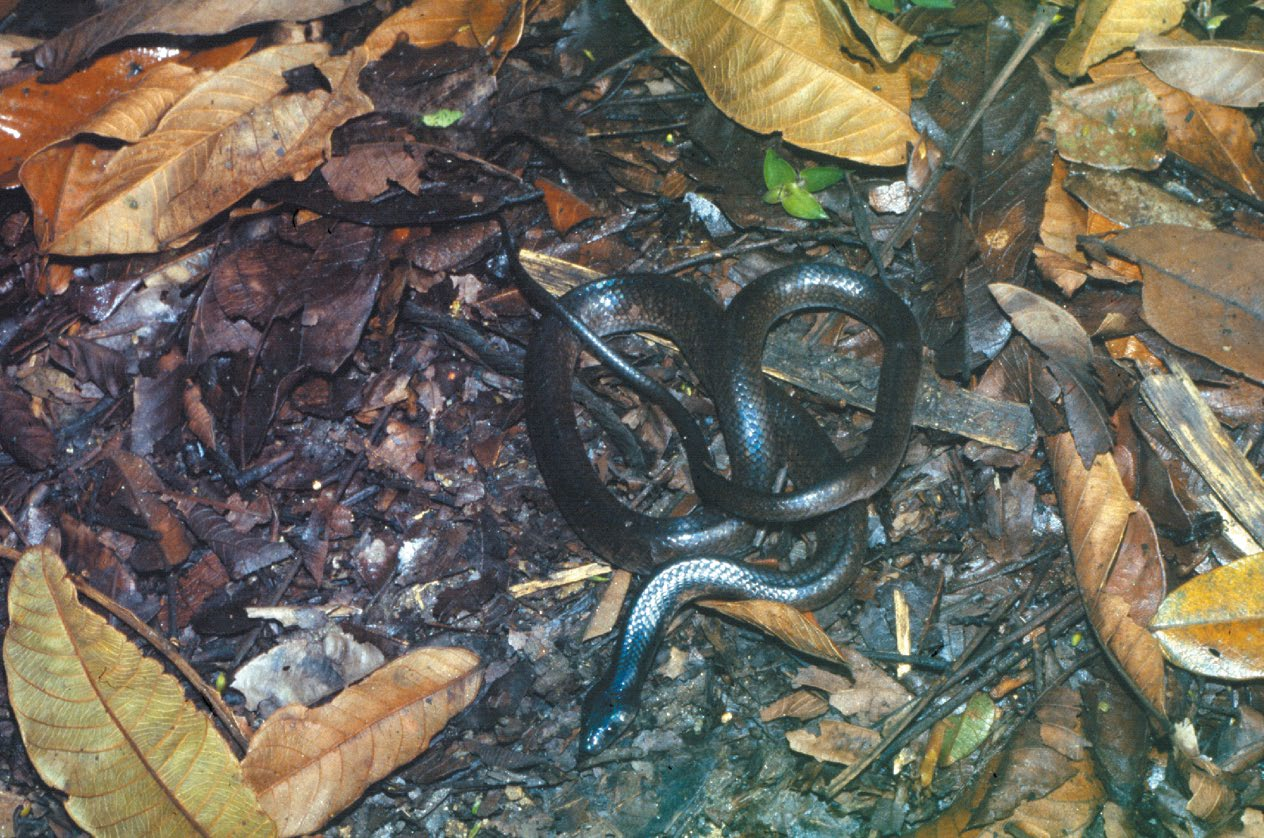
Indivíduo de Pseudoboa nigra se camuflando em meio a folhagem.

- As fêmeas são maiores do que os machos,[7] que por sua vez possuem uma cauda de comprimento maior que o corporal, estes não possuem armazenamento de esperma a longo prazo. Apresenta mudanças na coloração corporal durante o crescimento; jovens possuem cabeça negra no dorso cortada por uma faixa branca e o corpo apresenta-se de cor avermelhado, já os adultos possuem um colorido negro no dorso e branco ventralmente, alguns exemplares apresentam-se irregularmente manchados de branco por todo o corpo, trata-se apenas de uma variação de coloração normal. A pele é coberta com escamas de queratina que são produzidas pela epiderme, esta é dividida em três camadas: a interna também chamada de extrato germinativo, a intermediária que possui uma membrana rica em lipídios, e a externa chamada de extrato córneo.[8] Possui sangue frio, que significa que sua temperatura interna muda de acordo com o ambiente.[9] Comprimento máximo em torno de 1,2m. Cabeça destacada do corpo. Olho com pupila vertical. Massa corpórea de 201,76g.[10] Dentição opistóglifa. É ovípara, ninhada de 4 a 14 ovos.[11]

### Sistema cardiovascular
O coração das serpentes possui três câmaras, sendo dois átrios e apenas um ventrículo, que por sua vez é subdividido em três câmaras: cava venosa, cava arteriosa e cava pulmonar.

### Ecdise
Processo de troca de pele, que é controlada pela glândula tireoide, e que pode demorar em torno de duas semanas para se finalizar.

## Dimorfismo sexual
- De acordo com uma dissecação feita pela USP[12] as fêmeas da Pseudoboa nigra possuem comprimento maior que os machos quando atingem a idade adulta. Porém, os machos possuem uma cauda maior, pois estes comodam o hemipênis. Ambos os sexos possuem cabeça com comprimento igual.

## Características reprodutivas
- Vitelogênese, oviposição, produção de espermatozoides ocorrem ao longo do ano.
- A ocorrência de ovos da fêmea Pseudoboa ao longo do ano, evidência que estas possuem um ciclo reprodutivo contínuo.
- Testículos dos machos aumentam de tamanho durante a produção de espermatozóides, que são armazenados nos ductos deferentes até ao período de acasalamento, que ocorre em sua maioria em épocas tropicais.[12]

## Métodos de reprodução
- As fêmeas quando prontas para o período de acasalamento, liberam feromônios; o macho sexualmente maduro por sua vez segue o cheiro deixado pela fêmea até encontrá-la.
- No cortejo, ao encontrar a fêmea, o macho bate seu queixo na parte de trás da cabeça da fêmea e rasteja sobre ela.
- A partir do momento em que a cobra fêmea aceita o macho inicia-se o acasalamento; a fêmea ergue sua cauda e o macho se enrola nela fazendo com que suas caudas fiquem unidas até chegar na cloaca, o macho insere o seu hemipénis que se estendem e liberam espermatozoides.[13]

## Métodos de movimento
A agilidade das cobras está inteiramente ligada à quantidade de vértebras e costelas que possui e às escamas ventrais da mesma, proporcionando assim uma série de movimentos:
- Locomoção ondulatória: movimento em forma de "S" que se inicia no pescoço, a cobra empurra seu corpo de um lado para o outro criando curvas, geralmente usando em locais com muitos pontos de resistência.
- Sidewinding: movimento usado pelas cobras em locais de pouca resistência, contraindo o corpo e arremessando seu corpo, nesse movimento apenas dois pontos do corpo da cobra estão no chão.
- Caterpillar: também chamado de movimento retilíneo, nesse movimento o corpo da cobra também é contraído em curvas, porém estas são de menores tamanhos, e são de cima para baixo invés de ser para um lado e para outro, criando um efeito ondulante.
- Concertina: técnica usada pelas cobras para subirem; estendendo sua cabeça e a frente de seu corpo se agarrando em algo com suas escamas ventrais, para criar uma maior sustentação a cobra cria pequenas curvas apertadas que seguram a superfície enquanto ela levanta a parte traseira.[13]

## Distribuição
- Argentina (Bolívia, Missiones, Correntes).
- Brasil (Paraná, Mato Grosso, Rondônia, Pará, Goiás, Alagoas, Ceará, Maranhão, Minas Gerais, Bahia, Piauí, Rio Grande do Norte, São Paulo[14] e Tocantins).
- Paraguai.[7]

## Hábitos e comportamentos de caça
- Possuem hábitos crepusculares e noturnos.
- Alimenta-se principalmente de lagartos, porém na sua dieta também estão incluídos roedores e até outras serpentes, tendo um importante papel no controle de pragas.
- Constrição: a serpente mata por asfixia e parada circulatória, agarrando a presa com a boca e envolvendo-a com as astes do seu corpo pressionando levemente, em poucos instantes a presa já está sufocada.[15]
- O maxilar superior se conecta á mandíbula pelo osso quadrado, que funciona como um auxilio para que a mandíbula possa se abrir mais, isso acontece quando a presa tem tamanho muito maior que a cabeça da cobra.[16]

### Trato digestivo
Formado por: boca, esôfago, estômago, intestino delgado, intestino grosso e ânus. todos possuindo uma grande elasticidade para a passagem das presas.

## Conservação
- Esta espécie está sob observação pela lista vermelha da Bahia,[6] devido ao desaparecimento de seus habitats naturais e a diminuição de suas presas, algumas crenças populares também são citadas, como a lenda da “cobra que mama” que foi citada por 28,6% dos entrevistados de uma pesquisa feita pela Universidade Federal Rural de Pernambuco – UFRPE,[17] sua cor quando jovem também influencia em sua matança, por causa disso é comumente confundida com a cobra-coral, a aparição em meio humano ocorre com maior frequência no mês de maio, por conta do período chuvoso, com maior disponibilidade de recursos vegetais e consequência pode atrair espécies que fazem parte da dieta de P. nigra, que comumente acabam aparecendo nos telhados das residências. A pele do animal também é usada para confecção de artesanato e até para fins medicinais.

## Medicina e a Pseudoboa-Nigra
- A cobra-preta é uma espécie ofiófaga, se alimenta de outras serpentes e é resistente ao veneno de várias delas. Essa característica foi de grande importância na medicina, a partir desta se deu o estudo de Vital Brasil para criação do Soro antiofídico.[18]

## A lenda da cobra que mama
Em algumas das regiões onde esta especie se encontra, surgiu "a lenda da cobra que bebe leite", consequência de suas manchas brancas espalhadas pelo corpo. A origem da lenda se deve principalmente ao líquido branco e espesso, fruto do processamento metabólico do cálcio de suas presas, que são liberados quando a cobra é dilacerada.

Segundo a lenda, a cobra preta invade os quartos das mulheres em fase de lactação para roubar o leite dos recém nascidos, fazendo com que a criança morra de fome e a mãe faleça por desnutrição.